# 108 (število)
108 (stó ósem) je naravno število, za katero velja 108 = 107 + 1 = 109 - 1.

## V matematiki
- sestavljeno število.
- tretja hiperfakulteta {\displaystyle H(3)=1^{1}\cdot 2^{2}\cdot 3^{3}=4\cdot 27=108\,\!}.
- 108 / φ(108) = 3
- v normalnem prostoru je vsak notranji kot v enakostraničnem peterokotniku enak 108°.
- Harshadovo število.
- samoštevilo
- Zumkellerjevo število.
- število različnih prostih heptomin.

## V znanosti
- vrstno število 108 ima hasij (Hs).

## Drugo

### Leta
- 108 pr. n. št.
- 108, 1108, 2108